# Хуан Луис Вивес
Хуан Луис Вивес (рођен је у Валенсији, у Шпанији 6. марта 1493. године) био је шпански хуманистички и едукативни теоретичар који се снажно супротставио школству и учинио свој знак као један од најутицајнијих заговорника хуманистичког учења у раном шеснаестом веку. Његови радови нису ограничени на образовање, већ се баве широким спектром тема, укључујући филозофију, психологију, политику, социјалну реформу и религију. Вивес није био систематски писац, због чега га је тешко класификовати као филозоф. Његова мисао је прагматична, као и историјска, у својој оријентацији.

## Улога и значај Вивеса
Провео је неколико година у Енглеској, на двору енглеског краља, као учитељ његове ћерке, да би последњу деценију његовог живота провео у Белгији где се бавио књижевно-филозофским радом. Васпитање краљеве ћерке утицало је на Вивеса да напише књигу " О васпитању жене", прву такве врсте у историји педагогије, али и неколико других расправа, међу којима су: " О наставном методу" и " О учењу језика" .
Као и претходни педагози-хуманисти, тако и Вивес снажно критикује схоластички систем васпитања и наставе. Ту пре свега мисли на наставну методу, која ће у Коменсковој дидактици заузети централно место: " У настави су главне ствари, а не само речи" , - каже Вивес, што указује на потребу да код ученика треба развијати способност да посматра појаве у природи и друштву и да размишља о њима. Ово показује да је Вивес велику пажњу поклањао природним наукама, затим математици, класичним језицима (латински, грчки) и књижевности, али и историји. За оно време Вивес је отишао много даље јер је садржај образовања и васпитања проширио и на реалне предмете. Његова заслуга је и у томе што је међу првима схватио улогу индукције у процесу сазнања, па се по томе он сматра претечом Френсиса Бекона.

## О васпитању
Сматрао је да у процесу васпитања треба посебну пажњу посветити психофизичким способностима деце, па се Вивес на неки начин сматра и претечом емпиријске психологије, коју је касније развио Џон Лок. У својим расправама Вивес је много простора посветио учитељу, који по њему, мора бити дисциплинован, марљив и моралан, да се према деци односи с љубављу и поштовањем и без коришћења казни. Ту је и низ корисних упутстава о вапитању женске деце, садржана у његовој расправи " О васпитању жене", која се у основи не разликује од педагошких ставова претходних хуманиста.

### Улога сазнања у процесу васпитања
Према Вивесу, ствари имају два различита слоја: један спољни, који се састоји у разумним несрећама ствари, а други, унутрашњи и стога скривен, што је суштина ствари, "Права и истинска есенција свих ствари", пише он, "ми сами нису познати". Вивес се придржава аристотелског принципа да сва наша знања имају своје порекло у перцепцији. Не можемо ништа научити, он тврди, осим кроз чула. Али он такође тврди да људски ум "мора схватити то, пошто је закључан у мрачном затвору и окружен мрачњом, спречен је да разуме многе ствари и не може јасно да посматра или зна шта жели: ни скривена суштина материјала ствари, нити квалитет и карактер нематеријалних ствари, нити може, због мрље тела, искористити своју оштрину и брзину ". Другим речима, пошто чула не могу схватити оно што је бескорисно или скривено, перцепција чула не даје никакво знање о суштини ствари, већ само о њиховим несрећама. Вивесов поглед, међутим, је да се сензорно знање, међутим, мора превазићи путем образложења. Па ипак, према његовим речима, најбоље што људски разговор може да постигне у овом процесу је да обезбеди суд заснован на свим расположивим доказима, чиме се повећава вероватноћа закључка. По његовом мишљењу, наше знање о суштини неке ствари је само приближна претпоставка заснована на разумним операцијама предметне ствари.